# Hermann Dahl
Hermann Reinhard Paul Dahl (* 24. Januar 1894 in Stettin; † 16. Juni 1939 ebenda) war ein deutscher Meister im Wasserspringen. 

## Leben
Dahl hatte skandinavische Wurzeln: Sein Großvater war von Norwegen nach Kolberg  übergesiedelt. Er stammte aus einer zehnköpfigen (Vater, Mutter, zwei Töchter und sechs Söhne) und durchweg sportbegeisterten Familie. Seine Frau Minna geb. Stark (1893–1978) war Leichtathletin. Sohn Arnim war das einzige Kind. 
Dahl war Mitbegründer der Wassersportfreunde Pomerania (WASPO), aus der die deutschen Meister Gerhard Nüske, Hans Gauke und Manfred Laskowski hervorgingen. Zum Zeitpunkt der Geburt von Sohn Arnim (1922) war Dahl selbst noch als Wettkämpfer aktiv. Später arbeitete er als Trainer. Trainiert wurde abends, da Dahl wie alle anderen Trainer ehrenamtlich tätig war. 
Von Beruf war Hermann Dahl Zimmermann.
Eine Olympiateilnahme ist nicht nachgewiesen. An den Spielen 1920 in Antwerpen und 1924 in Paris konnte er ohnehin nicht teilnehmen, da aufgrund der Rolle Deutschlands im Ersten Weltkrieg keine deutschen Athleten eingeladen worden waren. 1928 bei den Spielen in Amsterdam war er Schiedsrichter für Wasserball.   
Hermann Dahl starb unerwartet kurz vor Ausbruch des Zweiten Weltkriegs.

## Belege
1. ↑  Herz-Jesu-Kirche (Stettin): Kirchenbuch. Heiraten 1921, S. 206.
2. ↑  Sterberegister Stettin I, 1939, Eintrag Nr. 1022

| Personendaten    | Personendaten                                    |
| ---------------- | ------------------------------------------------ |
| NAME             | Dahl, Hermann                                    |
| ALTERNATIVNAMEN  | Dahl, Hermann Reinhard Paul (vollständiger Name) |
| KURZBESCHREIBUNG | deutscher Wasserspringer                         |
| GEBURTSDATUM     | 24. Januar 1894                                  |
| GEBURTSORT       | Stettin                                          |
| STERBEDATUM      | 16. Juni 1939                                    |
| STERBEORT        | Stettin                                          |